# Lyman Briggs

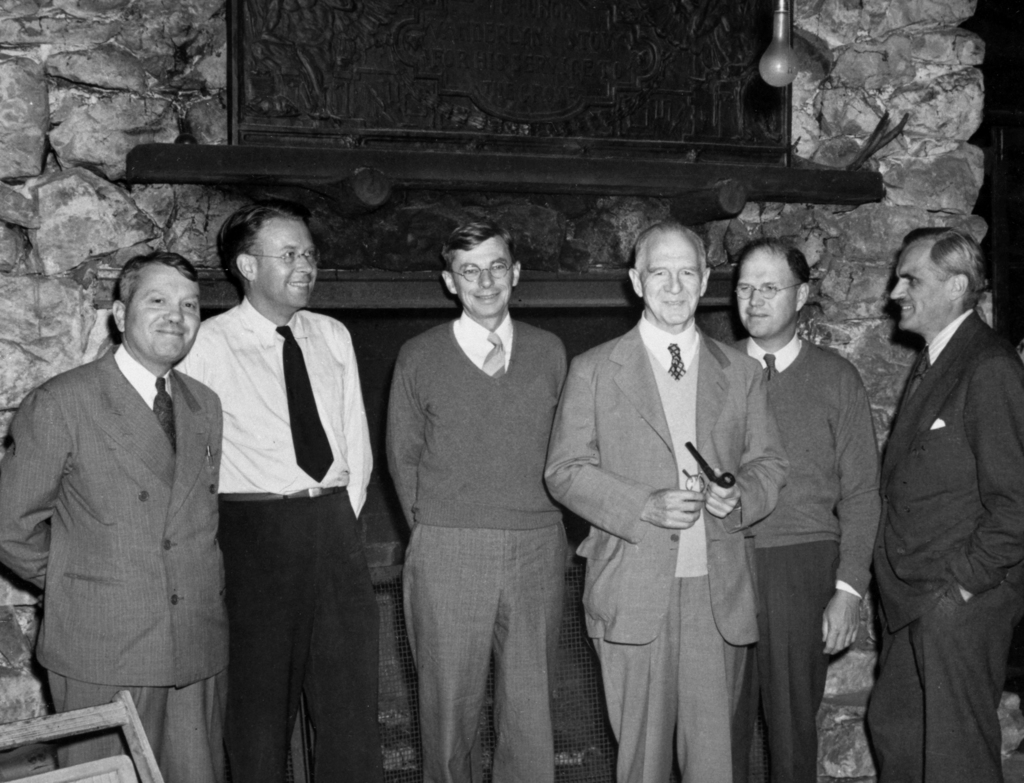
Lyman Briggs (4. von links).

Lyman James Briggs (* 7. Mai 1874 in Assyria bei Batte Creek, Michigan; † 25. März 1963) war ein US-amerikanischer Ingenieur, Physiker und Administrator.

## Leben
Briggs studierte am Michigan Agricultural College (jetzt Michigan State University), der University of Michigan in Ann Arbor und an der Johns Hopkins University.
Ab 1917, offiziell ab 1920, arbeitete er am National Bureau of Standards. Briggs wurde 1926 Assistent Director des NBS und 1932 dessen Direktor.

Preisverleihung der Magellanic Premium an Lyman Briggs (links) und Paul R. Heyl im Jahr 1922

1922 erhielt er gemeinsam mit Paul R. Heyl die Magellanic Premium für die Entwicklung eines Induktionskompasses. 1935 wurde er in die American Philosophical Society, 1939 in die American Academy of Arts and Sciences und 1942 in die National Academy of Sciences gewählt. 1948 erhielt er vom US-Präsidenten Harry S. Truman die Medal for Merit.

## Werke
- Summary of the results of the stratosphere flight of the Explorer II. Natl. Geogr. Soc. Technol. Pap. Stratosphere Series. 2:5-12. (1936)
- NBS War Research: The National Bureau of Standards in World War II. NIST archives (1949)
- Methods for measuring the coefficient of restitution and the spin of a ball. J. Res. Natl. Bur. Stand. 34:1-23. (1945)
- Lyman J. Briggs, Effect of spin and speed on the lateral deflection (curve) of a baseball and the Magnus effect for smooth spheres. Am. J. Phys. 27:589-96. (1959)
- Lyman J. Briggs, Limiting negative pressure of water, J. Appl. Phys. 21:721-22. (1950)
- The limiting negative pressure of mercury in Pyrex glass. J. Appl. Phys. 24:488-90. (1953)

### Publikationen zusammen mit anderen Personen
- J. W. McLane, The moisture equivalents of soils USDA Bur. Soils Bull. 45. (1907)
- J. W. McLane, Moisture equivalent determinations and their application, Proc. Am. Soc. Agron. 2:138-47. (1910)
- H. L. Shantz, A wax seal method for determining the lower limit of available soil moisture, Bot. Gaz. 51:210-19. (1911)
- H. L. Shantz, The wilting coefficient for different plants and its indirect determination, USDA Bur. Plant Ind. Bull. 230. (1912)
- P. R. Heyl. The earth inductor compass. Proc. Am. Phil. Soc. 61:15-32. (1922)
- G. F. Hull and H. L. Dryden. Aerodynamics of airfoils at high speeds. Natl. Adv. Comm. Aeron. Rep. 207. (1925)